# Meninos Bons de Bola
Le Meninos Bons de Bola FC est la première équipe de futsal et de football transmasculine du Brésil. 

## Historique et objectifs
Elle a été formée en 2016 à la suite de la mobilisation de 30 hommes trans à travers les réseaux sociaux à l'initiative de Rafael Henrique Martins. L'équipe joue dans le quartier de Sé à São Paulo. Après la pandémie de la COVID, les matchs ont repris en 2021. En août 2022, ils obtiennent leur propre terrain. Il s'agit d'une équipe associative dont la vocation est le loisir et l'activisme.
Certains des joueurs du MBB FC y ont trouvé refuge après des expériences de transphobie dans d'autres équipes. Le fondateur lui-même a lancé l'équipe après une tentative de suicide liée à une agression sexuelle qu'il a subi dans un taxi. Ainsi, cette équipe de sport a aussi comme objectif de promouvoir le bien-être et la santé de ses membres. Les joueurs discutent de leur qualité de vie, de l'anxiété et de la transition de genre. Selon Bernardo Gonzales, ex-joueur du MBB Football Club évoquant son expérience lors de la Champions Ligay (pt), tel que rapporté par Wagner Xavier de Camargo, le monde du football gay brésilien est caractérisé par une certaine homonormativité qui ne met en avant que des corps blancs et correspondant aux canons de beauté.
Les meninos veulent faire passer des messages politiques à travers leur pratique sportive. Ils occupent l'espace public avec leurs corps, par exemple lors de la marche des fiertés. Ils y ont participé pour la première fois en 2017. Ils font aussi de l'artivisme. Ils ont notamment posté sur Internet des photos où ils posent dans leurs vestiaires, comme partie de leur stratégie pour lutter contre la montée de la droite et du fascisme au Brésil incarnée par le gouvernement Bolsonaro. Ils utilisent ainsi la nudité comme une arme politique. Au sein du milieu du football au Brésil, leur équipe contribue à ouvrir davantage d'espaces accueillants pour les personnes souffrant de discriminations à cause de leurs corps. Le foot des MBB remet en question les limites genrées au sein du sport et cherche à contribuer à des pratiques plus libres, avec d'autres rapports au corps.
L'équipe comptait participer aux Gay Games 2018 à Paris, mais les joueurs n'ont pas reçu les financements publics annoncés, et une équipe de foot gay cis a représenté le Brésil cette année-là.
D'autres équipes de foot transmasculines ont été créées au Brésil.

### Pour aller plus loin
- (pt-BR) Osmar Moreira de Souza Júnior, Ricardo Souza de Carvalho et Denis Prado, Do futebol moderno aos futebóis transmodernos: a utopia da diversidade revolucionária, EdUFSCar, 14 juin 2023 (ISBN 978-85-7600-596-4)
- (en) Julian Pegoraro Silvestrin et Alexandre Fernández-Vaz, « Trans Masculinities on the Sport Courts of Brazil, “The Country of Football” », dans Lesbian, Gay, and Transgender Athletes in Latin America, Springer International Publishing, 2021, 151–163 p. (ISBN 978-3-030-87375-2, DOI 10.1007/978-3-030-87375-2_9, lire en ligne)

### Reportages
- (pt-BR) « Conheça o Meninos Bons de Bola: primeiro time formado por transgêneros no Brasil », sur ge, 1er septembre 2017 (consulté le 11 avril 2024)
- (pt-BR) [vidéo] « "Liberdade de Gênero" Meninos bons de bola (Épisode télévisé 2017) » (consulté le 11 avril 2024)
- (pt-BR) « A força do esporte para quebrar barreiras e transformar vidas », sur ge (consulté le 11 avril 2024)
- (pt-BR) « Vida por Esporte », sur SescTV (consulté le 11 avril 2024)
- (pt-BR) « O primeiro time trans do futebol brasileiro », sur Trip (consulté le 11 avril 2024)
- (pt-BR) « Time de guerreiros », sur www.uol (consulté le 11 avril 2024)

### Interviews
- (pt-BR) Silvana Villodre Goellner, Andre Luiz dos Santos Silva et Angelita Alice Jaeger, « ENTREVISTA COM BERNARDO GONZALES », Diversidade e Educação, vol. 11, no 2,‎ 26 janvier 2024, p. 7–20 (ISSN 2358-8853, DOI 10.14295/de.v11i2.16588, lire en ligne, consulté le 11 avril 2024)
- (de) Zita Zengerling, 11FREUNDE, « „Wir machen, was wir lieben“ », sur www.11freunde.de, 9 octobre 2018 (consulté le 11 avril 2024)